# Hemitragus jemlahicus
Hemitragus jemlahicus é uma espécie de mamífero da família Bovidae. É a única espécie descrita para o gênero Hemitragus. Pode ser encontrado nos Himalaias na Índia, Nepal e China.